# Friedel Berges
Friedel Berges (* 23. Oktober 1903 in Darmstadt; † 13. August 1969 ebenda) war ein deutscher Schwimmsportler. Er gewann 1926 und 1927 den Europameistertitel in der 4-mal-200-Meter-Freistilstaffel.

## Karriere
Friedel Berges von Jungdeutschland Darmstadt nahm 1926 an den ersten Schwimmeuropameisterschaften teil. Über 400 Meter Freistil gewann er in 5:25,6 Minuten die Bronzemedaille hinter dem Schweden Arne Borg und dem Leipziger Herbert Heinrich. Über 1500 Meter Freistil siegte ebenfalls Borg; rund vierzig Sekunden dahinter erreichte Berges in 22:08,2 Minuten als Zweiter das Ziel vor dem Magdeburger Joachim Rademacher. In der einzigen Staffelentscheidung, der 4-mal-200-Meter-Freistilstaffel, schwamm die deutsche Staffel mit August Heitmann, Joachim Rademacher, Friedel Berges und Herbert Heinrich in 9:57,2 Minuten zum Sieg vor den Ungarn und den Schweden. Im Jahr darauf verteidigte die deutsche Staffel in der gleichen Besetzung in 9:49,6 Minuten den Titel vor den Schweden und den Ungarn. Bei den Olympischen Spielen 1928 in Amsterdam schied Berges über 400 Meter Freistil im Vorlauf aus. Die Medaillenchance in der Staffel verpassten Karl Schubert, August Heitmann, Friedel Berges und Herbert Heinrich durch eine Disqualifikation im Vorlauf.

## Deutsche Meistertitel
- 400 Meter Freistil: 1924, 1926, 1928
- 1500 Meter Freistil: 1924, 1926